# Les Champs-Élysées (album)
Pour les articles homonymes, voir Joe Dassin et Les Champs-Élysées.
Albums de Joe Dassin
Les deux mondes de Joe Dassin
(1967) Joe Dassin (La Fleur aux dents)
(1970)
Singles
1. Siffler sur la colline / Comment te dire
Sortie : 1968
2. Ma bonne étoile / Un peu comme toi
Sortie : 1968
3. La Bande à Bonnot / Plus je te vois, plus je te veux
Sortie : 1968
4. Le petit pain au chocolat / Le temps des œufs au plat
Sortie : 1969
5. Me que me que / Sunday times
Sortie : 1969
6. Le chemin de papa / Les Champs-Élysées
Sortie : 1969
7. Me que me que / Mon village du bout du monde
Sortie : 1969
8. Mon village du bout du monde / La violette africaine
Sortie : 1969

L'album Joe Dassin sorti en 1969 est le 3e album studio français du chanteur Joe Dassin. Il est communément appelé Les Champs-Élysées bien que le nom original soit le titre de la première chanson, Le Chemin de papa. Le nom Les Champs-Élysées a été donné à la réédition en CD en 1995.

## Liste des chansons de l'album
| 1. | Le Chemin de papa            | Pierre Delanoë – Joe Dassin                                                     | 2:30 |
| 2. | Le Petit Pain au chocolat    | Pierre Delanoë – Riccardo Del Turco – Giancarlo Bigazzi                         | 3:25 |
| 3. | Les Champs-Élysées           | Pierre Delanoë – Mike Wilsh – Mike Deighan                                      | 2:39 |
| 4. | Siffler sur la colline       | Daniele Pace – Mario Panzeri – Lorenzo Pilat – Jean-Michel Rivat – Frank Thomas | 2:39 |
| 5. | Mon village du bout du monde | Traditionnel – Joe Dassin – Pierre Delanoë                                      | 3:20 |
| 6. | Me que - me que              | Charles Aznavour – Gilbert Bécaud                                               | 2:38 |

| 7.  | Ma bonne étoile           | Pierre Delanoë – Daniele Pace – Mario Panzeri – Lorenzo Pilat                                                      | 2:39 |
| 8.  | Un peu comme toi          | Johnny Nash – Richelle Dassin                                                                                      | 2:59 |
| 9.  | La Bande à Bonnot         | Joe Dassin – Francis Baxter – Camille Sauvage – Christian Jollet – Jean-Michel Rivat – Frank Thomas – Guy Favereau | 2:51 |
| 10. | La Violette africaine     | Richelle Dassin – Joe Dassin                                                                                       | 3:27 |
| 11. | Le Temps des œufs au plat | Richelle Dassin – Claude Lemesle – Joe Dassin                                                                      | 2:53 |
| 12. | Sunday Times              | Richelle Dassin – Joe Dassin                                                                                       | 2:22 |

## Réalisation
- Direction orchestrale : Johnny Arthey sauf piste 3 : Jean Musy
- Direction artistique : Jacques Plait